# Звицер, Йово
Йован (Йово) Звицер (серб. Јован (Јово) Звицер; 8 января 1914, Тоспуде — 2 марта 1943, Вилича-Гувно) — участник народно-освободительной борьбы и народный герой Югославии.

## Биография
Родился 18 января 1914 в селе Тоспуде под Никшичем. Окончил четыре класса начальной школы в родном селе, из-за недостатка средств вынужден был прекратить обучение и устроился работать батраком. Позднее переехал в Которский залив, выучился там на пекаря и работал до апреля 1941 года. Сотрудничал активно с профсоюзами и помогал Коммунистической партии Югославии. В апреле 1941 года призван на фронт, на момент капитуляции югославских войск находился у Шкодера и бежал в родное село. С июля 1941 года на фронте Народно-освободительной войны Югославии.
Осенью 1941 года Йован вступил в Ловченский партизанский отряд, позднее перешёл в Черногорско-Санджакский отряд и с ним сражался за Плевлю 1 декабря 1941, проявив большое мужество. После битвы вернулся в Ловченский отряд и с ним продолжил сражаться, весной 1942 года участвовал в походе войск из Черногории в Боснию. 11 июня 1942 включён в состав 2-го батальона 4-й пролетарской черногорской ударной бригады. Дослужился до звания десятника (капрала) и затем командира взвода, был стрелком (личное оружие — пистолет-пулемёт) и бомбашем (кидал гранаты). С 1943 года член Коммунистической партии Югославии.
В июне-июле 1942 года во время похода пролетарских бригад в Боснийскую Краину во время боёв за Хаджичи Йово лично из пистолета-пулемёта уничтожил большое количество усташей, а также сумел спасти раненого товарища, за что получил благодарность от штаба бригады. В декабре 1942 года во время боёв в центре города Ливно, когда у 2-го батальона, окружённого усташами, заканчивались припасы, Йово с группой солдат сумел вытащить из горящего автомобиля ящики с припасами и два пулемёта, несмотря на шквальный вражеский огонь.
2 марта 1943 в боях за Вилича-Гувно Звицер погиб. Бойцы 2-го батальона 4-й пролетарской бригады в тот день сумели сдержать превосходивших по численности в 10 раз немцев и спасти раненых в Центральной больнице в Прозорском котловане. Бои велись в снежную погоду семь часов. Эта битва вместе с боями за Горни-Вакуф, Иван-Седло и Неретву позволила спасти раненых. Вместе со Звицером погибли всего 80 человек 2-го батальона. 4-я пролетарская бригада получила личную благодарность от Иосипа Броза Тито за победу.
На войне погибли также два брата Йована Звицера.
27 ноября 1953 указом Иосипа Броза Тито Йовану (Йово) Звицеру было присвоено звание Народного героя Югославии посмертно.